# جيليان كارلتون
جيليان كارلتون (بالإنجليزية: Gillian Carleton)‏ مواليد 3 ديسمبر 1989 في تورونتو، أونتاريو، هو دراج كندي في صنف سباق الدراجات على الطريق وعلى المضمار. شارك في دورة الألعاب الأولمبية الصيفية وفاز بميدالية أولمبية.

## الميداليات
| الميدالية | المسابقة                       |
| --------- | ------------------------------ |
| برونزية   | الألعاب الأولمبية الصيفية 2012 |

## روابط خارجية
- جيليان كارلتون على موقع الاتحاد الدولي للدراجات (الإنجليزية)
- جيليان كارلتون على موقع أرشيف الدراجات (الإنجليزية)
- جيليان كارلتون على موقع إحصائيات الدراجات الإحترافية (الإنجليزية)
- جيليان كارلتون على موقع نسبة الدراجات (الإنجليزية)
- جيليان كارلتون على موقع أوليمبيديا (الإنجليزية)
- جيليان كارلتون على موقع اللجنة الأولمبية الكندية (الإنجليزية)